# الراشدیه
الراشدیة (به عربی: الراشدیة) یک منطقهٔ مسکونی در امارات متحده عربی است که در دبی، امارات واقع شده‌است.